# Monzuno
Monzuno is een gemeente in de Italiaanse metropolitane stad Bologna (regio Emilia-Romagna) en telt 6003 inwoners (31-12-2004). De oppervlakte bedraagt 65,0 km², de bevolkingsdichtheid is 77 inwoners per km².

## Geschiedenis
In 1978 vond bij Monzuno de treinramp bij Vado plaats. Er vielen 42 doden en 76 gewonden nadat in slecht weer een trein op een eerder ontspoorde trein botste.

## Demografie
Monzuno telt ongeveer 2632 huishoudens. Het aantal inwoners steeg in de periode 1991-2001 met 23,1% volgens cijfers uit de tienjaarlijkse volkstellingen van ISTAT.
| Jaar | Inwoneraantal |
| ---- | ------------- |
| 1991 | 4267          |
| 2001 | 5254          |

## Geografie
De gemeente ligt op ongeveer 621 meter boven zeeniveau.
Monzuno grenst aan de volgende gemeenten: Grizzana Morandi, Loiano, Marzabotto, Monghidoro, Pianoro, San Benedetto Val di Sambro, Sasso Marconi.